# Comrat
Comrat er en by i det sydlige Moldova med et indbyggertal på ca. 20.113 (2014). Byen blev grundlagt i 1789
- Wikimedia Commons har flere filer relateret til Comrat